# Steen Hasselbalch
Steen Hasselbalch (15. juli 1881, Randers - 11. december 1952, København) dansk forlagsbogholder. Blandt de kendte bøger som Hasselbalch har været med til at udgive kan nævnes 9. April, skildret i Breve fra danske Soldater, Margaret Mitchells Borte med Blæsten og Hasselbalchs Kulturbibliotek nr. 1-285, udgivet siden 2. verdenskrig indtil 1969.
Søn af grosserer Steen Hasselbalch og hustru Louise Cathrine Behrens. Gift den 10. august 1913 i Humlebæk med Jutta Margrethe Kongsted (1889-1977).